# Krušinové z Lichtenburka
Krušinové z Lichtenburka byla větev českého panského rodu Lichtenburků, kterou na počátku 14. století založil Hynek Krušina I. z Lichtenburka, syn Jindřicha z Lichtenburka a jeho první manželky Domaslavy ze Strakonic.
Za života horkokrevného zakladatele rodu Hynka Krušiny I. rod vlastnil město Havlíčkův Brod a okolí. Jeho synové Jan Krušina I. z Lichtenburka a Hynek Krušina II. z Lichtenburka však kvůli expanzivní politice svého příbuzného Jindřicha z Lipé o tyto majetky přišli. Další generace tvořená především Čeňkem Krušinou z Lichtenburka a Hynkem Krušinou III. z Lichtenburka ale dokázala nashromáždit mnoho nových statků, a to především Čeněk, jenž získal například hrady Ronov, Nový Hrad, Horní Cerekev a Rychmberk. Synové Hynka Krušiny III., Václav Krušina z Lichtenburka a Jan Krušina IV. z Lichtenburka, po otci zdědili zejména miletínské panství a zahájili vzestup rodu, který vyvrcholil za působení syna Jana Krušiny IV. Hynka Krušiny IV. z Lichtenburka. Ten se stal husitským orebským hejtmanem, zástavním pánem Kladska a předním českým šlechticem. On a jeho otec za svůj život nashromáždili rozsáhlé jmění včetně Kumburku, Potštejna, Albrechtic, Chocně, Nové Paky, Hostinného, Rychmberka, Nového Hradu, Karpenštejna, Minsterberku, Kladska, Frankenštejnu a Opočna. Potomci Hynka Krušiny IV. z Lichtenburka však rodové panství postupně ztratili a na přelomu 16. a 17. století Krušinové z Lichtenburka smrtí Jana Bernarta v bezvýznamnosti a chudobě vymřeli.

## Vývod z předků

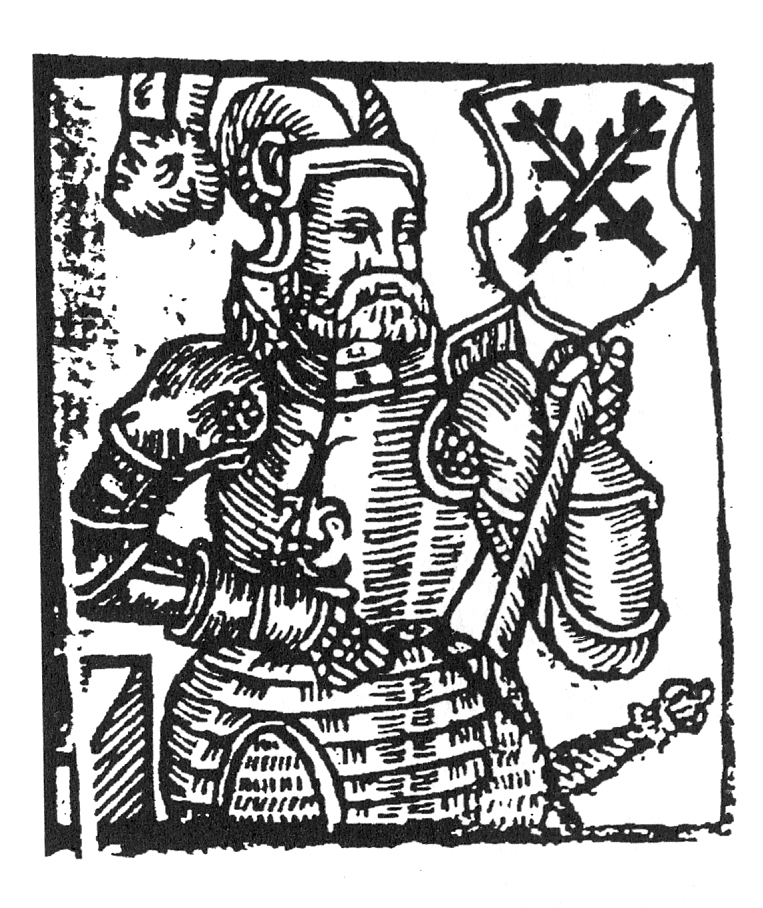
Fiktivní portrét Hynka Krušiny III. z Lichtenburka od Bartoloměje Paprockého, Zrcadlo slavného Markrabství moravského

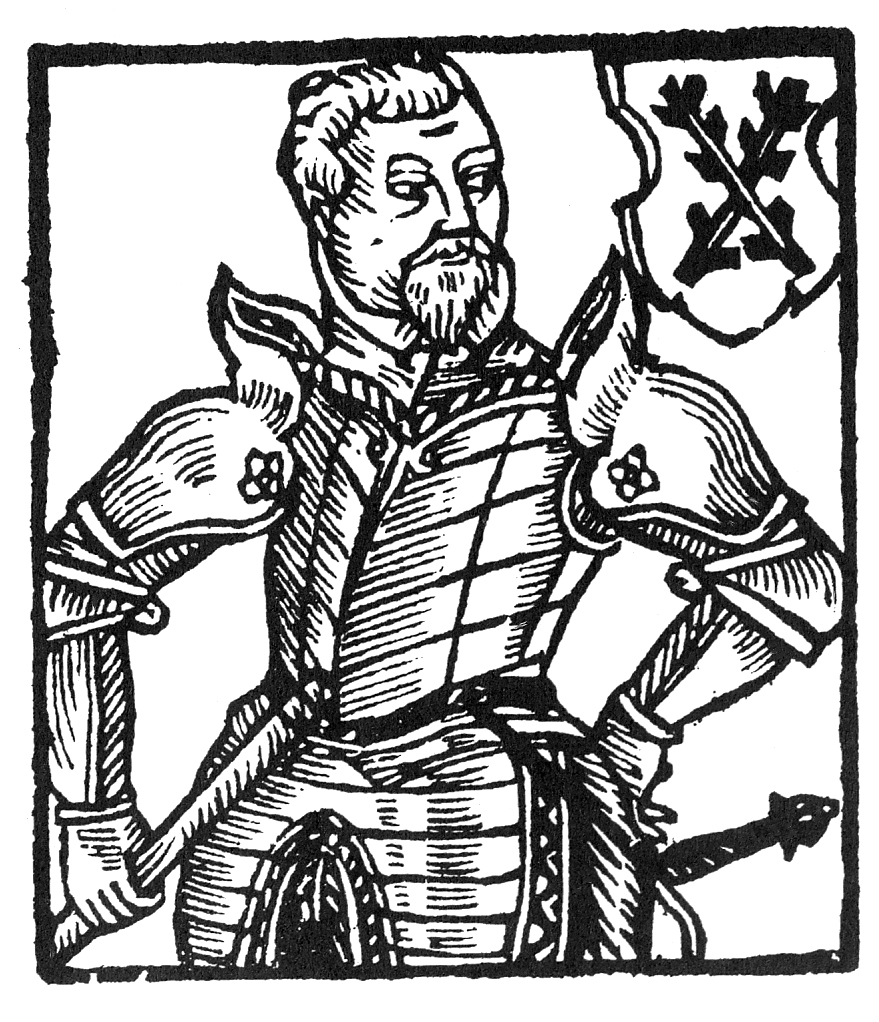
Fiktivní portrét Hynka Krušiny IV. z Lichtenburka od Bartoloměje Paprockého, Zrcadlo slavného Markrabství moravského

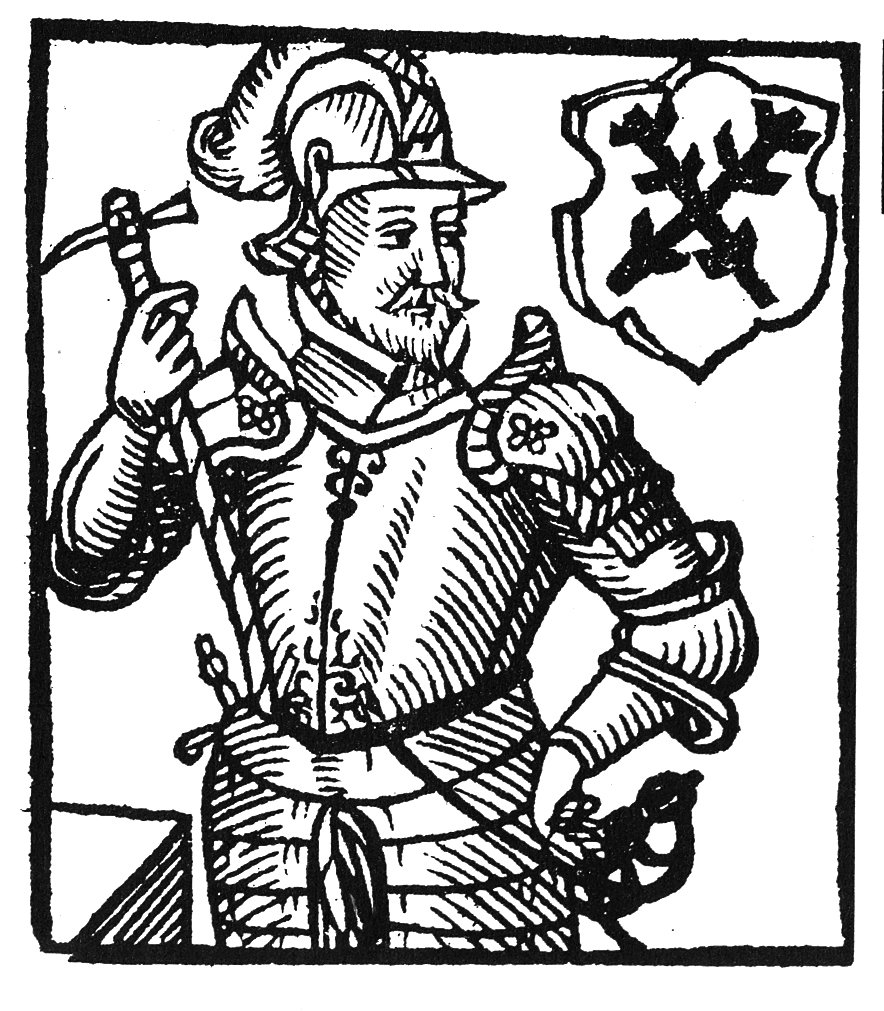
Fiktivní portrét Bernarta Krušiny z Lichtenburka od Bartoloměje Paprockého, Zrcadlo slavného Markrabství moravského

- Hynek Krušina I. z Lichtenburka (asi 1260 – okolo 1315) ∞ neznámá dcera Záviše z Falkenštejna
  - Jan Krušina I. z Lichtenburka († po 1327) ∞ Eva
    - Čeněk Krušina z Lichtenburka († po 1381) ∞ Dorota
      - Hynek z Cerekve († po 1390)
      - Jan Krušina z Lichtenburka (1373) († po 1373)

    - Jan Krušina II. z Lichtenburka († po 1360)
    - Jitka z Lichtenburka († po 1381) ∞ Bušek z Lelekovic

  - Hynek Krušina II. z Lichtenburka († 1336) ∞ Budiše
    - Jan Krušina III. z Lichtenburka († po 1342)
    - Hynek Krušina III. z Lichtenburka († po 1372) ∞ Anežka
      - Václav Krušina z Lichtenburka († mezi 1385 a 1397) ∞ Kačna z Rychmburka
      - Jan Krušina IV. z Lichtenburka († 1407) ∞ Jitka
        - Hynek Krušina IV. z Lichtenburka (asi 1392 – 1454) ∞ Anna z Házmburka ∞ Anna z Koldic
          - Vilém Krušina I. z Lichtenburka (před 1430 – asi 1487)
            - Hajman Krušina z Lichtenburka († 1524/1526)
              - Vilém Krušina II. z Lichtenburka († před 1544)
              - Jan Krušina VI. z Lichtenburka († 1538)
              - Hynek Krušina V. z Lichtenburka († po 1546)
              - Bernart Krušina z Lichtenburka († asi 1553) ∞ Markéta Mutinovna z Chlumu
                - Johana Krušinová († 1557) ∞ Jan z Ludanic na Chropyni
                - Hynek Krušina VI. z Lichtenburka († po 1594)
                  - Jan Bernart Krušina z Lichtenburka
                  - Kateřina z Lichtenburka

                - Jan Krušina VII. z Lichtenburka († 1584) ∞ Lidmila z Miličína

              - Smil Krušina z Lichtenburka († po 1530)
              - Anna Krušinová († 1530) (?)

          - Eufémie z Lichtenburka (po 1441 – po 1467)
          - Regina z Lichtenburka (po 1441 – před 1510)

        - Neznámá dcera ∞ Boček z Poděbrad
        - Anežka Krušinová z Lichtenburka
        - Alexander Krušina z Lichtenburka († po 1422)
        - Barbora z Lichtenburka ∞ Boreš XV. z Rýzmburka
        - Jan Krušina V. z Lichtenburka († po 1434)

      - Anna z Lichtenburka ∞ Bohuslav ze Švamberka